# Muscocyclops
Muscocyclops là một chi giáp xác nước ngọt trong họ Cyclopidae, gồm có 3 loài được tìm thấy ở Nam Mỹ.

## Các loài
- Muscocyclops bidenatus Reid, 1987
- Muscocyclops therasiae Reid, 1987

Hai loài này là loài đặc hữu của Brasil, và được xếp vào nhóm conservation dependent trong Sách Đỏ.
- Muscocyclops operculatus (Chappuis, 1917).[1]